# Goochdegel

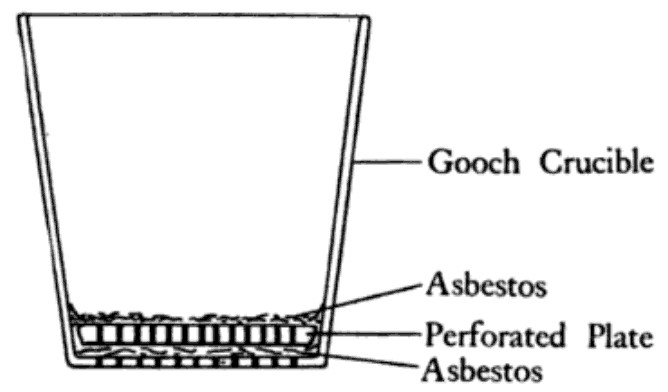
Goochdegel med dubbla asbestfilter skilda av en lös perforerad skiva.

En Goochdegel är ett laboratorieredskap som används för filtrering av vätskor vid kvantitativ analys. Den är uppkallad efter den amerikanske kemisten Frank Austin Gooch som 1878 publicerade en metod att filtrera genom ett filter av asbestludd (som, till skillnad mot filtrerpapper, inte antänds vid höga torkningstemperaturer) placerat på den perforerade bottnen av en degel av platina (eller, i undantagsfall, porslin) och denna degel placerades i sin tur i en bit av gummislang som trätts över mynningen på en tratt ansluten till en sugkolv. Bruket av metoden fick snabbt genomslag och deglarna, stundom modifierade, fick bära hans namn. Numera har Goochdegeln i stor utsträckning ersatts av glasfilterdegeln vid lägre torkningstemperaturer, delvis motiverat av arbetsmiljöhänsyn då asbestdamm är hälsovådligt.

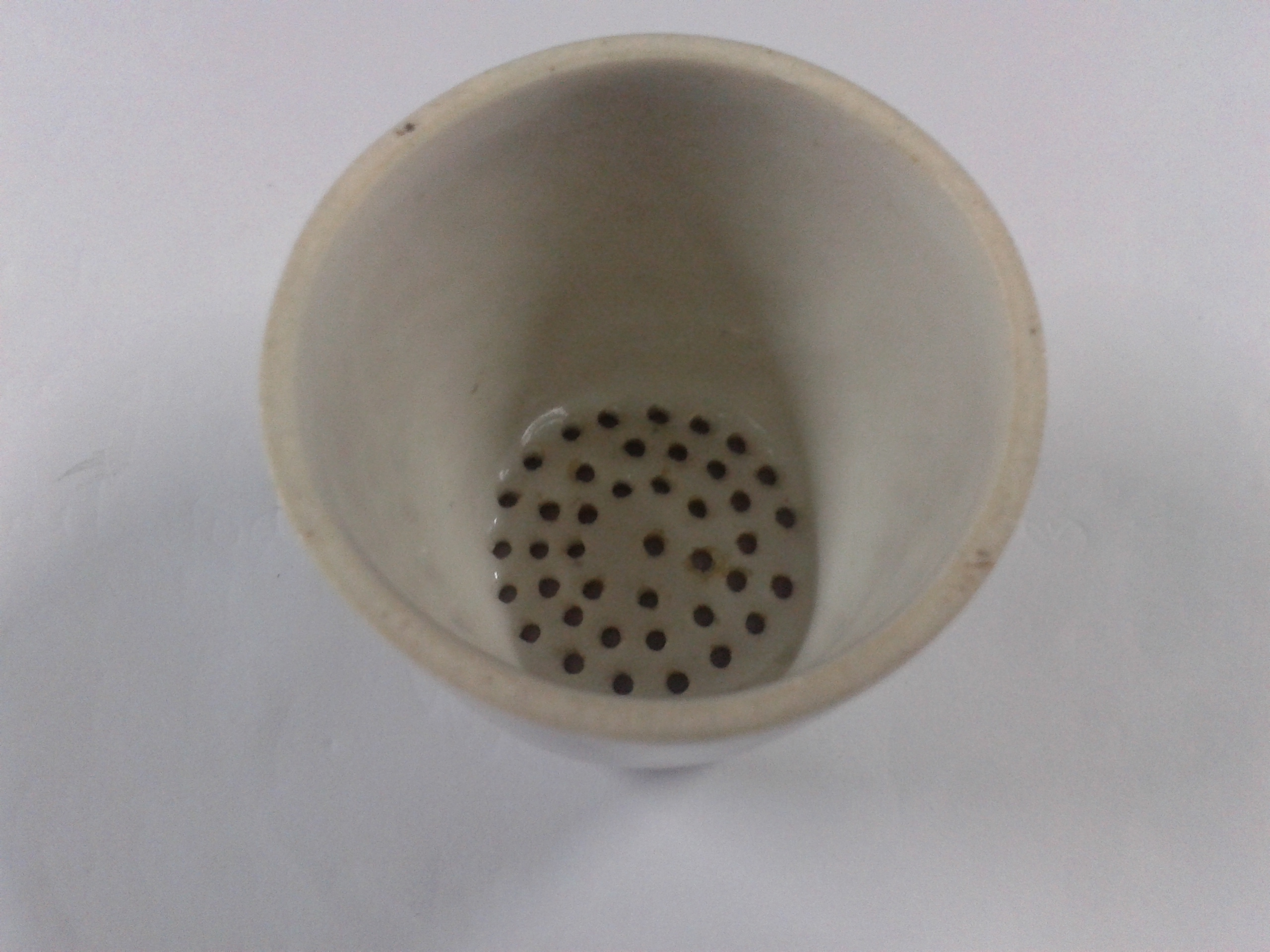
Goochdegel av porslin.
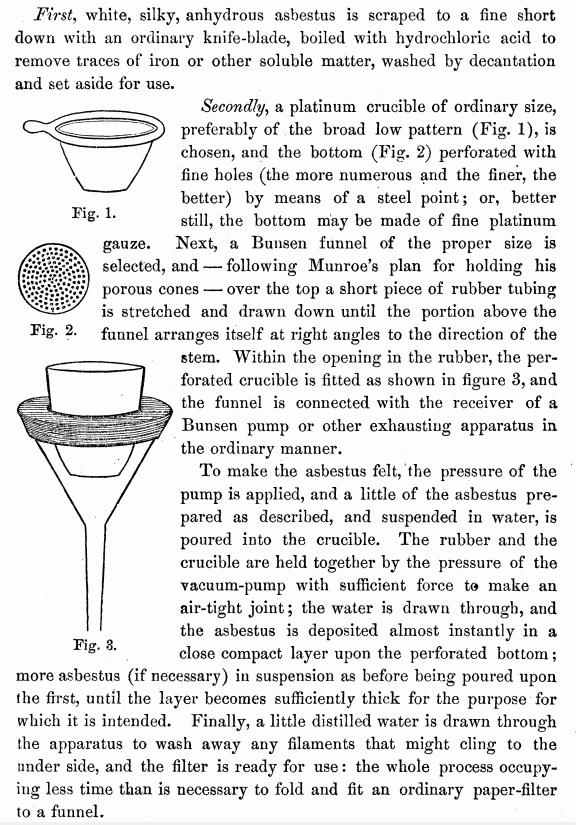
Utdrag ur Goochs beskrivning.